# Марк Требеллій Максим
Марк Требе́ллій Максим (лат. Marcus Trebellius Maximus; ? — 72) — державний діяч Римської імперії, консул-суффект 55 року.

## Життєпис
Про походження мало відомостей. У 36 році командував легіоном у Сирії. у 41 році став сенатором. У 55 (за іншими відомостями 56) році призначено консулом-суффектом. У 59 році його призначено до складу комісії з перегляду списку перепису населення і податкових відрахувань в Галлії. У 61 році служив легатом у провінції Белгіка.
У 63 році отримав посаду імператорського легата—пропретора провінції Британія. Він продовжував політику зі зміцнення римського панування на острові. Завоював низку земель на півночі. Сприяв романізації Британії. За Требеллія було відновлено місто Камулодун, а також почалася розбудова Лондініума. У 67 році становище Максима послабилося внаслідок заколоту легіонерів на чолі із Марком Росцієм Целієм. У 69 році, з початком громадянської війни, Росцій підтримав Вітелія й змусив Требеллія втікати з острова.
Після цього Требеллій не брав участь у політичних подіях. Пережив зміну імператорів у своєму маєтку біля Риму. У 72 році увійшов до колегії арвальських братів, але того ж року раптово помер.